# ريفن غودوين
ريفن غودوين (بالإنجليزية: Raven Goodwin)‏ هي ممثلة أمريكية، ولدت في 24 يونيو 1992 بواشنطن العاصمة في الولايات المتحدة.

## أعمال

### أفلام
- (2001) جميلة ومذهلة
- (2003) عامل المحطة[4]

## وصلات خارجية
- ريفن غودوين على موقع IMDb (الإنجليزية)
- ريفن غودوين على موقع روتن توميتوز (الإنجليزية)
- ريفن غودوين على موقع ألو سيني (الفرنسية)
- ريفن غودوين على موقع أول موفي (الإنجليزية)
- ريفن غودوين على موقع قاعدة بيانات الأفلام السويدية (السويدية)
- ريفن غودوين على موقع قاعدة بيانات الفيلم (الإنجليزية)
- ريفن غودوين على موقع كينوبويسك (الروسية)